# Teateråret 1951

## Händelser

### Okänt datum
- Karl Ragnar Gierow efterträder Ragnar Josephson som chef för Dramaten
- Sture Lagerwall och Oscar Lindgren startar Alléteatern i Stockholm.
- Per Gerhard engageras som teaterchef för Vasateatern
- Ingmar Bergman regidebuterade på Dramaten med Björn-Erik Höijers Det lyser i kåken
- Atelierteatern startas av Ann-Marie Gyllenspetz med flera.
- Uppsala stadsteater startas med Gösta Folke som teaterchef.[1]

## Priser och utmärkelser
- Svenska Dagbladet instiftar Thaliapriset, priset tilldelas skådespelaren Anita Björk.

## Årets uppsättningar

### Mars
- 10 mars – Hjalmar Söderbergs pjäs Aftonstjärnan ges med Dramatens ensemble i regi av Rune Carlsten.

### Juni
- 1 juni - Carl Jonas Love Almqvists aldrig tidigare spelade Amorina uppförs på Dramaten i en uppsättning av Alf Sjöberg, som anses epokgörande.[2]
- 9 juni – Joseph Haydns opera Orpheus and Eurydice har världspremiär på Maggio Musicale Fiorentino.[3]

### September
- 14 september - Musikalen Kiss Me, Kate har svensk premiär[4] på Oscarsteatern i Stockholm med Ulla Sallert och Per Grundén i huvudrollerna.

### Okänt datum
- Revyn Tillsammans igen uruppförs på Södra Teatern i Stockholm.
- Pär Lagerkvists pjäs Barabbas uruppförs på Dramatiska Teatern i Stockholm
- Tore Zetterholms roman Simon trollkarlen dramatiseras och uruppförs på Dramatens Studio